# Grattavache
Grattavache är en ort i kommunen La Verrerie i kantonen Fribourg, Schweiz. 1 januari 2004 slogs Grattavache samman med Le Crêt och Progens till den nya kommunen La Verrerie.